# Texas Carnival
Texas Carnival (vertaald: 'kermis in Texas') is een Amerikaanse muziekfilm uit 1951 onder regie van Charles Walters. Destijds werd de film in Nederland uitgebracht onder de titel Carnaval in Texas.

## Verhaal
Debbie Telford en Cornie Quinell hebben een verliesgevend kermisnummer in Texas. Debbie heeft schoon genoeg van haar leven en ze staat op het punt om Cornie te verlaten. Juist op dat ogenblik worden ze verward met de schatrijke veeboer Dan Sabinas en zijn zus Marilla.

## Rolverdeling
| Acteur          | Personage        |
| --------------- | ---------------- |
| Esther Williams | Debbie Telford   |
| Red Skelton     | Cornie Quinell   |
| Howard Keel     | Slim Shelby      |
| Ann Miller      | Sunshine Jackson |
| Paula Raymond   | Marilla Sabinas  |
| Keenan Wynn     | Dan Sabinas      |
| Tom Tully       | Sheriff Jackson  |
| Glenn Strange   | Tex Hodgkins     |
| Dick Wessel     | Concessiehouder  |
| Donald MacBride | Concessiehouder  |
| Marjorie Wood   | Mevrouw Gaytes   |
| Hans Conried    | Receptionist     |
| Thurston Hall   | Mijnheer Gaytes  |
| Duke Johnson    | Jongleur         |
| Wilson Wood     | Piccolo          |